# Eureka (Texas)
Eureka é uma cidade localizada no estado norte-americano de Texas, no Condado de Navarro.

## Demografia
Segundo o censo norte-americano de 2000, a sua população era de 340 habitantes.
Em 2006, foi estimada uma população de 377, um aumento de 37 (10.9%).

## Geografia
De acordo com o United States Census Bureau tem uma área de
6,2 km², dos quais 6,0 km² cobertos por terra e 0,2 km² cobertos por água.

## Localidades na vizinhança
O diagrama seguinte representa as localidades num raio de 16 km ao redor de Eureka.